# Roberto Merhi
Roberto Merhi Muntan (Castellón, 1991. március 22. –) spanyol autóversenyző, 2015-ben a Formula–1-ben versenyzett a Manor–Marussia pilótájaként. Korábban a Mercedes-Benz juniorprogramjának tagja volt.

## Pályafutása

### Formula–1

#### Caterham(2014)
Péntekenként már háromszor is vezetett a szabadedzéseken.

#### Manor(2015)

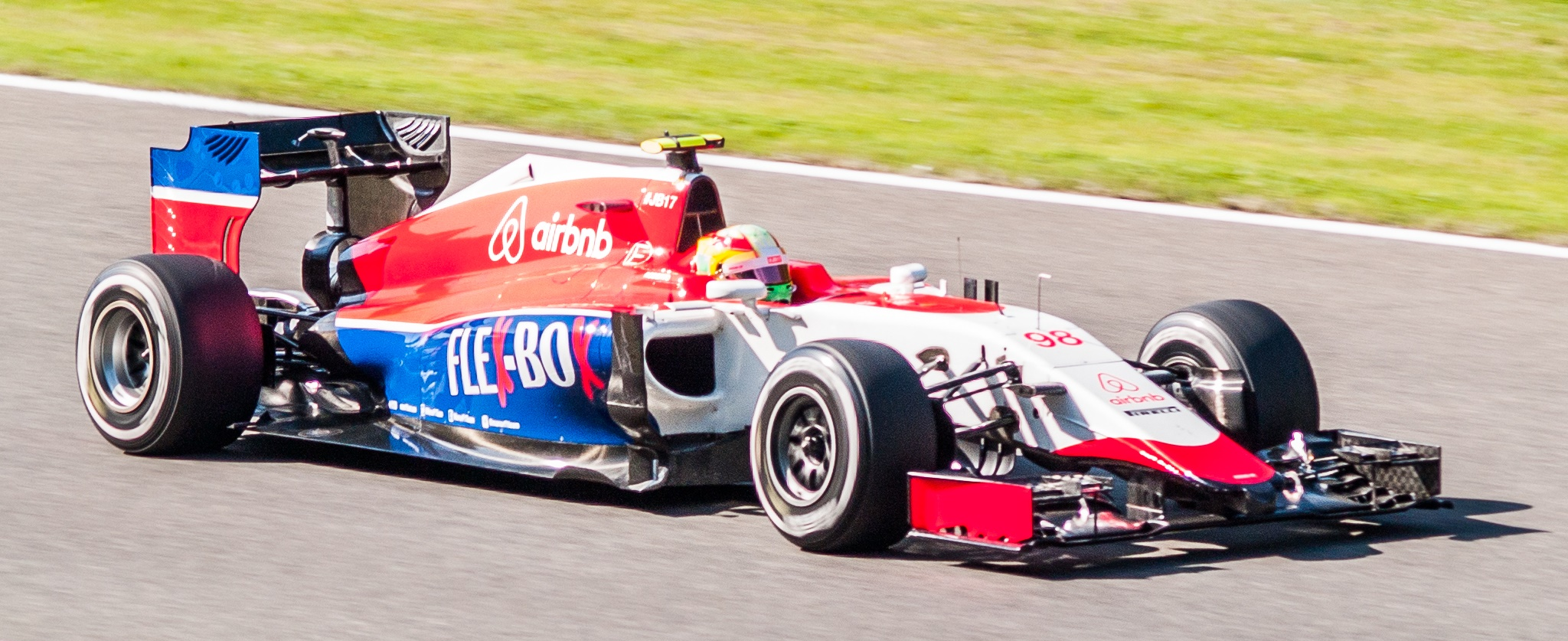
Merhi a 2015-ös belga nagydíjon.

Március 10-én, magyar idő szerint kedd hajnalban a Manor bejelentette Merhi érkezését. A pilóta így nyilatkozott: „Hihetetlenül izgatott vagyok, hogy bemutatkozhatok a Formula–1-ben a Manor Marussiával Melbourne-ben. Komoly felelősség ez, de úgy érzem, készen állok arra, hogy nagyot lépjek előre a karrieremben, és megmutassam, hogy nagyban hozzá tudok járulni a csapat fejlődéséhez.” Végül az ausztrál nagydíjon a Manort technikai gondok hátráltatták, így a csapat nem indult a hétvégén.
Merhi a maláj nagydíj időmérő edzésén 1:46,677-es időt ért. Az FIA nem adta meg a 19. helyezést, mert négy tizeddel lemaradt a 107%-os időlimittől. Végül azt a döntést hozták, hogy a vasárnapi futamon rajthoz állhat az alakulat, mert a szabadedzéseken a csapat két versenyzője  megfutotta a limitidőt. A maláj nagydíjat technikai hiba nélkül teljesitette, és a 15. helyezést érte el a csapattal. Az első helyről Sebastian Vettel-től három kört kapott.
A kínai nagydíj időmérő edzésén a 20. helyezést érte el, 1:42,842-es idővel. Csapattársától, Will Stevens-től 751 ezreddel volt elmaradva, de beért a 107%-os limitidő alá. Merhi a nagydíjon 16.  helyen ért célba, a nyertes Lewis Hamilton-tól két kört kapott. A futam után az FIA-tól kapott egy öt másodperces büntetést (ez nem befolyásolta eredményét, hiszen utolsó lett), mert túl lassan haladt a biztonsági fázis alatt.
A bahreini nagydíj időmérő edzésen 6 kört futott, a legjobb ideje 1:39,722 volt. 107% alatt teljesített és rajthoz állhatott a futamon, a 19. helyről vágva neki annak. Csapattársa, Stevens előle rajtolhatott.

## Eredményei

### Teljes  Formula–3 Euroseries eredménysorozata
(Táblázat értelmezése)

(Félkövér: pole-pozícióból indult; dőlt: leggyorsabb kört futott) 

| Év   | Csapat           | 1       | 2        | 3       | 4       | 5       | 6        | 7        | 8        | 9       | 10      | 11       | 12       | 13       | 14       | 15      | 16       | 17      | 18      | 19      | 20       | 21      | 22      | 23      | 24      | 25    | 26    | 27      | Helyezés | Pont |
| ---- | ---------------- | ------- | -------- | ------- | ------- | ------- | -------- | -------- | -------- | ------- | ------- | -------- | -------- | -------- | -------- | ------- | -------- | ------- | ------- | ------- | -------- | ------- | ------- | ------- | ------- | ----- | ----- | ------- | -------- | ---- |
| 2009 | Manor Motorsport | HOC 1 2 | HOC 2 10 | LAU 1 6 | LAU 2   | NOR 1 5 | NOR 2 8  | ZAN 1 18 | ZAN 2 11 | OSC 1 3 | OSC 2 5 | NÜR 1 18 | NÜR 2 Ki | BRH 1 9  | BRH 2 11 | CAT 1 9 | CAT 2 Ki | DIJ 1 5 | DIJ 2   | HOC 1 4 | HOC 2 13 |         |         |         |         |       |       |         | 7.       | 42   |
| 2010 | Mücke Motorsport | LEC 1 5 | LEC 2 4  | HOC 1 4 | HOC 2 1 | VAL 1 4 | VAL 2 Ki | NOR 1 5  | NOR 2 11 | NÜR 1 3 | NÜR 2 5 | ZAN 1 5  | ZAN 2 3  | BRH 1 11 | BRH 2 10 | OSC 1 5 | OSC 2 9  | HOC 1 5 | HOC 2   |         |          |         |         |         |         |       |       |         | 5.       | 56   |
| 2011 | Prema Powerteam  | LEC 1 4 | LEC 2 1  | LEC 3 2 | HOC 1   | HOC 2 4 | HOC 3 1  | ZAN 1 3  | ZAN 2 4  | ZAN 3 4 | RBR 1   | RBR 2 1  | RBR 3 Ki | NOR 1 4  | NOR 2    | NOR 3 2 | NÜR 1    | NÜR 2 1 | NÜR 3 2 | SIL 1   | SIL 2    | SIL 3 2 | VAL 1 3 | VAL 2 5 | VAL 3 1 | HOC 1 | HOC 2 | HOC 3 1 | 1.       | 406  |

### Teljes GP3 eredménysorozata
(Táblázat értelmezése)

(Félkövér: pole-pozícióból indult; dőlt: leggyorsabb kört futott) 

| Év   | Csapat       | 1       | 2       | 3       | 4       | 5         | 6         | 7          | 8          | 9          | 10         | 11         | 12         | 13        | 14         | 15        | 16        | Helyezés | Pont |
| ---- | ------------ | ------- | ------- | ------- | ------- | --------- | --------- | ---------- | ---------- | ---------- | ---------- | ---------- | ---------- | --------- | ---------- | --------- | --------- | -------- | ---- |
| 2010 | ATECH CRS GP | ESP FEA | ESP SPR | TUR FEA | TUR SPR | EUR FEA 3 | EUR SPR 2 | GBR FEA Ki | GBR SPR 19 | GER FEA 16 | GER SPR Ki | HUN FEA Ki | HUN SPR 22 | BEL FEA 2 | BEL SPR 22 | ITA FEA 6 | ITA SPR 4 | 6.       | 26   |

### Teljes DTM eredménylistája
(Táblázat értelmezése)

(Félkövér: pole-pozícióból indult; dőlt: leggyorsabb kört futott) 

| Év   | Csapat             | 1      | 2      | 3      | 4      | 5      | 6      | 7      | 8      | 9      | 10     | Helyezés | Pont |
| ---- | ------------------ | ------ | ------ | ------ | ------ | ------ | ------ | ------ | ------ | ------ | ------ | -------- | ---- |
| 2012 | Presson Motorsport | HOC 18 | LAU 16 | BRH 17 | SPL 12 | NOR 13 | NÜR Ki | ZAN 11 | OSC 14 | VAL Ki | HOC 15 | -        | 0    |
| 2013 | HWA Team           | HOC 10 | BRH 16 | SPL 20 | LAU 10 | NOR 7  | MSC 14 | NÜR 19 | OSC 14 | ZAN Ki | HOC 2  | 15.      | 26   |

### Teljes Stock Car Brasil eredménysorozata
(Táblázat értelmezése)

(Félkövér: pole-pozícióból indult; dőlt: leggyorsabb kört futott) 

| Év   | Csapat        | 1        | 2     | 3     | 4     | 5     | 6     | 7     | 8     | 9     | 10    | 11    | 12    | 13    | 14    | 15    | 16    | 17    | 18    | 19    | 20    | 21    | Helyezés | Pont |
| ---- | ------------- | -------- | ----- | ----- | ----- | ----- | ----- | ----- | ----- | ----- | ----- | ----- | ----- | ----- | ----- | ----- | ----- | ----- | ----- | ----- | ----- | ----- | -------- | ---- |
| 2014 | Hanier Racing | INT 1 Ki | SCZ 1 | SCZ 2 | BRA 1 | BRA 2 | GOI 1 | GOI 2 | GOI 1 | CAS 1 | CAS 2 | CUR 1 | CUR 2 | VEL 1 | VEL 2 | SAL 1 | SAL 2 | TAR 1 | TAR 2 | RBP 1 | RBP 2 | CUR 1 | —        | 0    |

### Teljes Formula Renault 3.5 Series eredménylistája
(Táblázat értelmezése)

(Félkövér: pole-pozícióból indult; dőlt: leggyorsabb kört futott) 

| Év   | Csapat      | 1        | 2       | 3       | 4        | 5        | 6        | 7        | 8         | 9         | 10      | 11      | 12    | 13    | 14      | 15      | 16       | 17       | Helyezés | Pont |
| ---- | ----------- | -------- | ------- | ------- | -------- | -------- | -------- | -------- | --------- | --------- | ------- | ------- | ----- | ----- | ------- | ------- | -------- | -------- | -------- | ---- |
| 2014 | Zeta Corse  | MNZ 1 2  | MNZ 2 9 | ARA 1 6 | ARA 2 6  | MON 1 9  | SPA 1 Ki | SPA 2 13 | MSC 1 4   | MSC 2 1   | NÜR 1 2 | NÜR 2 1 | HUN 1 | HUN 2 | LEC 1 5 | LEC 2 4 | JER 1 Ki | JER 2 Ki | 3.       | 183  |
| 2015 | Pons Racing | ARA 1 Ki | ARA 2 9 | MON 1   | SPA 1 Ki | SPA 2 Ki | HUN 1 2  | HUN 2 7  | RBR 1 Kiz | RBR 2 Kiz | SIL 1   | SIL 2   | NÜR 1 | NÜR 2 | LMS 1   | LMS 2   | JER 1    | JER 2    | 14.      | 26   |

### Teljes Formula–1-es eredménysorozata
(Táblázat értelmezése)

(Félkövér: pole-pozícióból indult; dőlt: leggyorsabb kört futott) 

| Év   | Csapat         | 1      | 2      | 3      | 4      | 5      | 6      | 7      | 8      | 9      | 10     | 11     | 12     | 13     | 14  | 15     | 16     | 17  | 18  | 19     | Helyezés | Pont |
| ---- | -------------- | ------ | ------ | ------ | ------ | ------ | ------ | ------ | ------ | ------ | ------ | ------ | ------ | ------ | --- | ------ | ------ | --- | --- | ------ | -------- | ---- |
| 2014 | Caterham       | AUS    | MAL    | BHR    | CHN    | ESP    | MON    | CAN    | AUT    | GBR    | GER    | HUN    | BEL    | ITA Tp | SIN | JPN Tp | RUS Tp | USA | BRA | UAE    | –        | –    |
| 2015 | Manor-Marussia | AUS Vi | MAL 15 | CHN 16 | BHR 17 | ESP 18 | MON 16 | CAN Ki | AUT 14 | GBR 12 | HUN 15 | BEL 15 | ITA 16 | SIN    | JPN | RUS 13 | USA    | MEX | BRA | UAE 19 | 19.      | 0    |

### Le Mans-i 24 órás autóverseny
| Év   | Csapat             | Csapattárs                 | Autó                  | Kategória   | Kör | Összetett Helyezés | Kategória Helyezés |
| ---- | ------------------ | -------------------------- | --------------------- | ----------- | --- | ------------------ | ------------------ |
| 2016 | Manor              | Tor Graves Matt Rao        | Oreca 05-Nissan       | LMP2        | 283 | Kiesett            | Kiesett            |
| 2020 | Eurasia Motorsport | Nick Foster Jamanka Nobuja | Ligier JS P217-Gibson | LMP2        | 351 | 18.                | 14.                |
| 2021 | G-Drive Racing     | Rui Andrade John Falb      | Aurus 01-Gibson       | LMP2 Pro-Am | 108 | Kiesett            | Kiesett            |

### Teljes FIA World Endurance Champonship eredménysorozata
(Táblázat értelmezése)

(Félkövér: pole-pozícióból indult; dőlt: leggyorsabb kört futott) 

| Év   | Csapat                | Kategória | Autó     | Motor                  | 1     | 2     | 3      | 4      | 5   | 6      | 7     | 8   | 9     | Helyezés | Pont |
| ---- | --------------------- | --------- | -------- | ---------------------- | ----- | ----- | ------ | ------ | --- | ------ | ----- | --- | ----- | -------- | ---- |
| 2016 | Manor                 | LMP2      | Oreca 05 | Nissan VK45DE 4.5 L V8 | SIL 6 | SPA 3 | LMS Ki | NÜR Ki | MEX | COA Ki | FUJ 7 | SHA | BHR 7 | 14.      | 35   |
| 2017 | CEFC Manor TRS Racing | LMP2      | Oreca 07 | Gibson GK428 4.2 L V8  | SIL   | SPA   | LMS    | NÜR 9  | MEX | COA    | FUJ   | SHA | BHR   | 29.      | 2    |

### Teljes FIA Formula–2-es eredménysorozata
(Táblázat értelmezése)

(Félkövér: pole-pozícióból indult; dőlt: leggyorsabb kört futott) 

| Év   | Csapat        | 1          | 2          | 3           | 4          | 5          | 6          | 7         | 8         | 9          | 10         | 11        | 12         | 13         | 14         | 15          | 16        | 17         | 18         | 19         | 20          | 21         | 22         | 23        | 24        | 25      | 26      | 27      | 28      | Helyezés | Pont |
| ---- | ------------- | ---------- | ---------- | ----------- | ---------- | ---------- | ---------- | --------- | --------- | ---------- | ---------- | --------- | ---------- | ---------- | ---------- | ----------- | --------- | ---------- | ---------- | ---------- | ----------- | ---------- | ---------- | --------- | --------- | ------- | ------- | ------- | ------- | -------- | ---- |
| 2017 | Campos Racing | BHR FEA    | BHR SPR    | ESP FEA 19† | ESP SPR 12 | MON FEA    | MON SPR    | AZE FEA   | AZE SPR   | AUT FEA    | AUT SPR    | GBR FEA   | GBR SPR    | HUN FEA    | HUN SPR    |             |           |            |            |            |             |            |            |           |           |         |         |         |         | 18.      | 16   |
| 2017 | Rapax         |            |            |             |            |            |            |           |           |            |            |           |            |            |            | BEL FEA 7   | BEL SPR 6 | ITA FEA 11 | ITA SPR 5  | JER FEA    | JER SPR     | UAE FEA 16 | UAE FEA 10 |           |           |         |         |         |         | 18.      | 16   |
| 2018 | MP Motorsport | BHR FEA Ni | BHR SPR 11 | AZE FEA 8   | AZE SPR 7  | ESP FEA 13 | ESP SPR Ki | MON FEA 3 | MON SPR 7 | FRA FEA 17 | FRA SPR 15 | AUT FEA 4 | AUT SPR 16 | GBR FEA 11 | GBR SPR 10 | HUN FEA 11  | HUN SPR 5 | BEL FEA    | BEL SPR    | ITA FEA    | ITA SPR     |            |            |           |           |         |         |         |         | 12.      | 61   |
| 2018 | Campos Racing |            |            |             |            |            |            |           |           |            |            |           |            |            |            |             |           |            |            |            |             | RUS FEA 9  | RUS SPR 6  | UAE FEA 8 | UAE FEA 3 |         |         |         |         | 12.      | 61   |
| 2022 | Campos Racing | BHR SPR    | BHR FEA    | KSA SPR     | KSA FEA    | IMO SPR    | IMO FEA    | ESP SPR   | ESP FEA   | MON SPR    | MON FEA    | AZE SPR   | AZE FEA    | GBR SPR    | GBR FEA    | AUT SPR 19† | AUT FEA 3 | FRA SPR Ki | FRA FEA Ki | HUN SPR 14 | HUN FEA 21† | BEL SPR    | BEL FEA    | NED SPR   | NED FEA   | ITA SPR | ITA FEA | UAE SPR | UAE FEA | 20.      | 15   |

† A versenyt nem fejezte be, de helyezését értékelték, mert a versenytáv több, mint 90%-át teljesítette.

### Teljes Ázsiai Le Mans-széria eredménylistája
| Év      | Csapat             | Osztály | Kasztni        | Motor                 | 1     | 2     | 3     | 4     | Helyezés | Pont |
| ------- | ------------------ | ------- | -------------- | --------------------- | ----- | ----- | ----- | ----- | -------- | ---- |
| 2019–20 | Eurasia Motorsport | LMP2    | Ligier JS P217 | Gibson GK428 4.2 L V8 | SHA 2 | CHA 2 | SEP 2 | CHA 5 | 3.       | 65   |

### Teljes Európai Le Mans-széria eredménylistája
(Táblázat értelmezése)

(Félkövér: pole-pozícióból indult; dőlt: leggyorsabb kört futott) 

| Év   | Csapat         | Osztály | Kasztni  | Motor                 | 1   | 2     | 3      | 4     | 5   | 6   | Helyezés | Pont |
| ---- | -------------- | ------- | -------- | --------------------- | --- | ----- | ------ | ----- | --- | --- | -------- | ---- |
| 2021 | G-Drive Racing | LMP2    | Aurus 01 | Gibson GK428 4.2 L V8 | CAT | RBR 3 | LEC 10 | MNZ 6 | SPA | ALG | 14.      | 26   |

## Külső hivatkozások
- Hivatalos weboldal
- Merhi vezetheti a caterhamet, Kobajasi visszatér – Formula1.com